# Daniel K. Richter
Daniel K. Richter (* 15. Oktober 1954 in Erie, Pennsylvania) ist ein US-amerikanischer Historiker. Sein Forschungsschwerpunkt liegt auf der Geschichte Nordamerikas. Hierbei betrachtet er die Kolonialzeit und die Zeit der Amerikanischen Revolution. Einen weiteren Forschungsschwerpunkt stellt die Geschichte der Ureinwohner Amerikas dar.

## Leben
Richter besuchte das Thomas More College und erhielt dort 1976 einen Bachelor of Arts. Anschließend setzte er sein Studium an der Columbia University fort, wo er 1977 einen Master of Arts in Geschichte, 1979 einen Master of Philosophy in Geschichte, sowie 1984 einen Ph.D. in Geschichte erhielt.
Richter unterrichtete von 1982 bis 1983 als Instructor am Department of History des Millersville State College in Millersville, Pennsylvania. Von 1983 bis 1985 war er Assistant Professor für Geschichte am College of William & Mary in Williamsburg, Virginia. Danach lehrte er am Dickinson College in Carlisle, Pennsylvania. Erst von 1985 bis 1991 als Assistant Professor für Geschichte, dann von 1991 bis 1997 als Associate Professor für Geschichte und Amerikanistik und schließlich von 1997 bis 1999 als Professor für Geschichte und Amerikanistik. Daneben war er von 1992 bis 1993 Fulbright Exchange Lecturer an der University of East Anglia in Norwich, England. 1999 wechselte er an die University of Pennsylvania. Blieb aber gleichzeitig von 1999 bis 2000 Distinguished Scholar am Archives and Special Collections Department des Dickinson College. An der University of Pennsylvania wiederum war lehrte er von 1999 bis 2007 als Professor für Geschichte, war von 2007 bis 2009 Edmund J. and Louis W. Kahn Term Professor of History, sowie seit 2009 Roy F. and Jeannette P. Nichols Professor of American History. Des Weiteren ist er seit 2000 Richard S. Dunn Director des McNeil Center for Early American Studies der Universität. Im Herbst 2000 war er Visiting Adjunct Professor für Geschichte an der Columbia University.
Richter gehörte von 1986 bis 1990 sowie erneut von 2005 bis 2009 dem Editorial Board der Fachzeitschrift Pennsylvania History an und war von 1986 bis 1992 Associate Editor bei Ethnohistory. Von 1993 bis 2007 war er Mitglied im Editorial Board der New York State Historical Association. Von 1993 bis 2000 gehörte er dem Board of Advisors der von der University of Massachusetts Press herausgegebenen Buchreihe Native Americans of the Northeast: Culture, History, and the Contemporary an. Von 1999 bis 2000 war er Herausgeber des John and Mary’s Journal. Von 1999 bis 2003 gehörte er dem Editorial Board des Massachusetts Historical Review an. Seit 2000 ist er Herausgeber des Monografiereihe Early American Studies der University of Pennsylvania Press.
Sein Buch Facing East from Indian Country: A Native History of Early America gewann 2002 den Louis Gottschalk Award der American Society for Eighteenth-Century Studies. Sein Buch The Ordeal of the Longhouse: The Peoples of the Iroquois League in the Era of European Colonization gewann 1993 mit dem Ray Allen Billington Prize und dem Frederick Jackson Turner Award zwei Auszeichnungen der Organization of American Historians.
2001 wurde er zum korrespondierenden Mitglied der Massachusetts Historical Society, 2002 zum Mitglied der American Antiquarian Society und 2003 zum Mitglied der Society of American Historians gewählt. 2007 erfolgte seine Wahl zum Fellow der New York Academy of History. 2017 wurde ihm ein Guggenheim-Stipendium zugesprochen.
Des Weiteren ist er Mitglied in der American Historical Association, der Association of Caribbean Historians, der Historical Society of Pennsylvania, der Library Company of Philadelphia, der Native American and Indigenous Studies Association, des Omohundro Institute of Early American History and Culture, der Organization of American Historians, der Pennsylvania Historical Association und der Society for Historians of the Early American Republic.
Richter ist verheiratet und hat zwei Kinder.

## Veröffentlichungen (Auswahl)
- mit James H. Merrell (Hrsg.): Beyond the Covenant Chain: The Iroquois and Their Neighbors in Indian North America, 1600–1800 (1987, Syracuse: Syracuse University Press)
- The Ordeal of the Longhouse: The Peoples of the Iroquois League in the Era of European Colonization (1992, Chapel Hill: University of North Carolina Press)
- Facing East from Indian Country: A Native History of Early America (2001, Cambridge: Harvard University Press)
- mit William Pencak (Hrsg.): Friends and Enemies in Penn’s Woods: Colonists, Indians, and the Racial Construction of Pennsylvania (2004, Pennsylvania State University Press)
- Before the Revolution: America’s Ancient Pasts (2011, Harvard University Press)
- Trade, Land, Power: The Struggle for Eastern North America (2013, University of Pennsylvania Press)